# Barrio Sadop
Barrio Sadop es una localidad del Departamento San Martín, Provincia de San Juan, Argentina.

## Población
Cuenta con 304 habitantes (Indec, 2001), en 1991 la localidad todavía no estaba conformada.
- Datos: Q5720849